# Susan Clarencieux
Susan White, conhecida como Susan Clarencieux (antes de 1510 - 1564 ou depois), era uma das damas de companhia favoritas, bem como amiga de longa data, da Rainha Maria I da Inglaterra.

## Família
A família de Susan, os Whites de Hutton, eram um ramo cadete da família White de South Warnborough, Hampshire. De acordo com Loades, Susan era "provavelmente a mais jovem"  dos quatro filhos de Richard White de Hutton, Essex e Maud Tyrrell, filha de Sir William Tyrrell, de Heron, Essex. Tinha duas irmãs, Mary, que casou-se com um marido de sobrenome Whitehead e depois no segundo casamento com um de sobrenome Spenser; e Joan, que casou-se com um marido de sobrenome Wilcocks; e um irmão, Richard White, que casou-se com Margaret Strelley, filha de Nicholas Strelley de Strelley, Nottinghamshire, com quem teve um filho, George White (m. 14 de junho de 1584).
Até 1532, casou-se com Thomas Tonge, que tornou-se Clarenceux King of Arms a 2 de junho de 1534. Thomas morreu em menos de dois, em março de 1536, nomeando Susan como sua única testamenteira e legando-lhe as receitas da sua propriedade. Apesar da brevidade do mandato do seu marido como Clarenceux King of Arms, Susan passou a ser conhecida como Susan Clarenceaux pelo resto da sua vida.
Juntou-se à Casa da Princesa Maria como dama de companhia quando a princesa foi enviada para as marcas galesas como herdeira presuntiva, em 1525. Susan perdeu a sua posição em 1533, devido à dissolução da Casa da Princesa Maria pelo não reconhecimento de Ana Bolena como esposa do Rei. Quando a Casa da Princessa foi reintegrada, após a Princesa ceder à pressão dos ministros do Rei, em 1536, Susan regressa aos seus serviços, a pedido de Maria. 
Em junho de 1536, a Princesa Maria considerava-a uma funcionária de confiança, pelo que a relação pessoal próxima das duas durou o resto da vida de Maria.
Após a ascensão de Maria ao trono, em 1553, Susan Clarencieux foi nomeada Mistress of the Robes. Era considerada a confidente mais íntima da rainha. Recebeu vários presentes da Rainha Maria, incluindo concessões generosas de terras em Essex. Quando Maria estava à procura de um marido adequado, em 1554, Clarencieux apoiou fortemente o casamento com Filipe II da Espanha. Durante a falsa gravidez da Rainha Maria, Susan continuou a assegurar-lhe que estava de fato grávida, embroa tivesse expressado forte dúvida ao embaixador francês Antoine de Noailles. Susan tinha fama de ser desonesta e gananciosa, como referido num relatório do embaixador veneziano Giovanni Michieli, no qual o embaixador afirmava que Susan convenceu-o a presentear a rainha Maria com a sua carruagem e cavalos, que a rainha posteriormente ofereceu a Susan. 
Susan sobreviveu à sua rainha. Após a morte da rainha Maria em 1558, Susan emigrou para Espanha com outra ex-funcionária de Maria, Jane Dormer, esposa de Gomez Suarez de Figueroa de Córdoba, 1º Duque de Feria, amigo de Filipe da Espanha. Como deixa de haver menções a Susan nos registos depois da primavera de 1564, é de supor que, provavelmente, faleceu naquela altura, enquanto membro da Casa de Feria.
Pouco mais se sabe da sua vida Susan Clarencieux não teve filhos, que se saiba, ou pelo menos nenhum sobreviveu à infância.